# Piotr (książę Friuli)
Piotr lub Petrus – syn Munichisa i brat niejakiego Ursusa. Paweł Diakon podaje, że Munichis zginął w tej samej bitwie co Ferdulf oraz że jego synowie Piotr i Ursus zostali później odpowiednio książętami Friuli i Benewentu.
Lata panowania Piotra są nieznane, ale stawia się hipotezę, że nastąpiły po rządach Aistulfa lub Anzelma w 756 lub 751 i trwały do oblężenia Pawii.